# Gravigrada
Gravigrada is de naam van een onderorde van zoogdieren die door de Franse natuuronderzoeker Henri Marie Ducrotay de Blainville in 1839 werd opgericht, in de orde Quaternates. Hij nam drie geslachten op in de onderorde: Elephas, Dinotherium en Manatus (Trichechus).De naam wordt niet langer als geldig beschouwd, omdat de dieren die waren opgenomen in Gravigrada nu worden verondersteld te behoren tot twee verschillende orden, Sirenia en Proboscidea.